# 17962 Andrewherron
17962 Andrewherron è un asteroide della fascia principale. Scoperto nel 1999, presenta un'orbita caratterizzata da un semiasse maggiore pari a 2,2622901 UA e da un'eccentricità di 0,1039924, inclinata di 5,46547° rispetto all'eclittica.